# Богданович, Ангел Иванович
А́нгел Ива́нович Богдано́вич (2 (14) октября 1860, Городок, Витебская губерния, Российская империя — 24 марта (6 апреля) 1907, Петербург) — русский публицист и критик, потомственный дворянин польско-литовского происхождения.

## Биография
Ангел Богданович родился в польско-литовской дворянской семье. Брат геолога К. И. Богдановича.
Окончил Нижегородская гимназию.
1880 — обучался в Киевском университете на медицинском факультете. Состоял членом народовольческого кружка.
1882 — арестован.
1883 — выслан в Нижний Новгород, где познакомился с В. Г. Короленко.
1885 — сотрудничал в «Волжском вестнике», «Казанском биржевом листке» (вместе с А. А. Дробыш-Дробышевским) и других приволжских печатных изданиях.
1890 — постоянно проживает в Казани. В эти годы печатается в «Волжском вестнике» и «Казанских вестях».
1893 — в Санкт-Петербурге принимает деятельное участие в «Мире Божием», сначала как сотрудник критического и внутреннего отделов. Становится одним из организаторов народнической группы «Народное право», программа которой была изложена Богдановичем в 1894 в брошюре «Насущный вопрос», публикуется в «Русском богатстве».

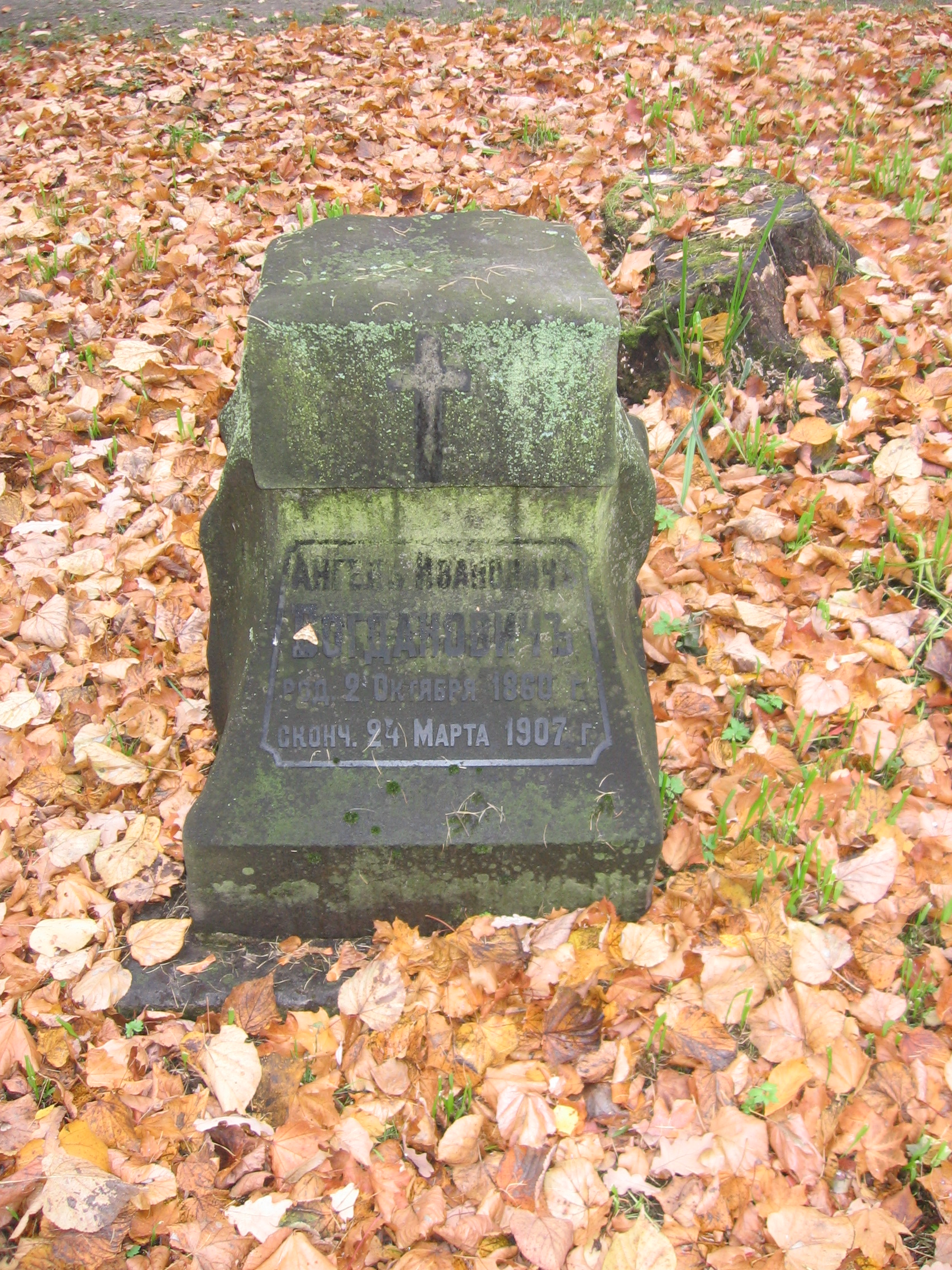
Надгробие А. И. Богдановича на Литераторских мостках

1895 — член редакции журнала Мир Божий. Кроме небольших заметок и рецензий в библиографическом отделе, Богданович пишет ежемесячные «Критические заметки», которые заняли место в ряду наиболее читаемых литературных обозрений. Со смертью А. А. Давыдовой — один из собственников журнала вплоть до его закрытия (1906).
1906 — постепенно отошёл от народничества. С 1906 редактировал журнал «Современный мир».
В конце XIX — начале XX века на страницах Энциклопедического словаря Брокгауза и Ефрона Семён Венгеров характеризовал Ангела Богдановича следующими словами:
«Не примыкая всецело ни к одному из вполне определившихся течений современной радикальной мысли, Б. наиболее веские удары своего едкого полемического таланта направляет против реакционной и оппортунистской печати. В чисто литературных вопросах Б. сочувственно относится к тем проявлениям новоевропейского искусства и в частности символизма, в которых сказалось искреннее искание новых путей; но он беспощадно воюет с нашим доморощенным декадентством, с его враждой к лучшим стремлениям нашей общественности и напускным мистицизмом.»
Ангел Иванович Богданович скончался 24 марта (6 апреля) 1907 года в Санкт-Петербурге. Похоронен на Литераторских мостках на Волковском кладбище.

## Семья
В 1898 году женился на Татьяне Александровне Криль. Четверо детей.
- Сын Богданович, Владимир Ангелович (1906, Петербург — 1941) — советский театральный художник. Работал в Ленинграде. Погиб на фронте.

## Сочинения
- Годы перелома. Сборник критических статей, СПБ, 1908 (В сборник включены статьи В. Г. Короленко «А. И. Богданович», А. И. Куприна «Памяти А. И. Богдановича» и др.)